# Augusto Frassineti
Augusto Frassineti (Faenza, 30 novembre 1911 – Roma, 31 marzo 1985) è stato uno scrittore e traduttore italiano.
La sua produzione letteraria è tra le più complesse e raffinate nell'ambito della nostra letteratura postmoderna. La sua opera principale è Misteri dei Ministeri.

## Biografia
Augusto Frassineti nasce in un'abbiente famiglia borghese. La prima parte della sua vita è simile all'infanzia e all'adolescenza di tanti giovani italiani di quegli anni, condizionata cioè da una rigida educazione tesa a un rigoroso controllo morale e a un severo indottrinamento religioso.
Negli anni trenta studia filosofia a Bologna, frequentando in particolare le lezioni di Roberto Longhi. A questo periodo risalgono le sue prime amicizie intellettuali: Attilio Bertolucci, Giorgio Bassani, "Momi" Francesco Arcangeli e Cesare Gnudi. Si lega agli ambienti della lotta antifascista clandestina del movimento "Giustizia e Libertà".
Laureatosi, ottiene i primi incarichi di insegnante. Dichiarerà:
Credo che fosse quello il mestiere giusto per me, e lo rimpiango.
Nel 1940 sposa Enrichetta Giorgi, che resterà la compagna di tutta la sua vita.
La seconda guerra mondiale rappresenta il tragico spartiacque della vita di Frassineti, come fu del resto per l'intera sua generazione. L'esperienza bellica segnerà in modo decisivo le sue scelte future: fatto prigioniero nel 1943 in Sicilia, viene portato nei campi di concentramento degli Alleati prima in Algeria, poi in Tunisia e infine in Marocco. È costretto a patire umilianti privazioni fisiche e morali, e a Casablanca si ammala di una grave infiltrazione polmonare, i cui postumi lo segneranno per il resto della vita.
È quindi trasferito in Francia, dove le sue condizioni migliorano al punto che, sul finire della guerra, partecipa attivamente alla Resistenza, collaborando con le truppe degli Alleati. In virtù dell'attività svolta in questo periodo, nell'immediato dopoguerra il ministro Lussu gli affida la direzione del Servizio Reduci dell'appena costituito Ministero dell'Assistenza Postbellica. Si stabilisce dunque a Roma, ma, nonostante la legge vieti espressamente il declassamento, si ritrova trasferito in un altro Ministero, retrocesso al grado minore della gerarchia burocratica: l'avventiziato.
Le dolorose esperienze della prigionia nordafricana si ritrovano, quasi sempre deformate in chiave umoristica, in alcune delle più vivide pagine di Misteri dei Ministeri, la sua opera maggiore. Ma furono le vicende del suo declassamento amministrativo ad incidere maggiormente nella sua vita. Era giunto a Roma su invito di un ministro e del tutto ignaro del nuovo terremoto che gli si preparava nella capitale. Sorsero presto conflitti di competenza fra il Ministero in cui andava a ricoprire un ruolo dirigenziale e la pontificia opera di assistenza; conflitti che culminano di lì a breve nella soppressione del neonato organo istituzionale. Il suo successivo trasferimento e demansionamento, con il drammatico corollario di disordini economici e morali che porta nella sua vita, costituisce il trauma definitivo, e al contempo la consacrazione alla sua "missione" di scrittore della "Ministerialità", tutto votato alla ricerca e allo svelamento dell'irrazionalità disumana che sottende ai meccanismi della vita statale.
Gli anni Cinquanta segnano l'ingresso di Frassineti nel mondo delle lettere e della cultura dell'Italia. Al 1952 risale la prima edizione di Misteri dei Ministeri, uno dei testi più corrosivi sulla burocrazia centrale. In questi anni Frassineti frequenta attivamente gli ambienti legati alla rivista letteraria "Il Caffè" di Giambattista Vicari (1952-1977). Nella redazione di questa coraggiosa pubblicazione indipendente, situata in realtà nella stessa casa romana di Vicari, Frassineti si farà conoscere e apprezzare da molti intellettuali di punta di quell'epoca, stringendo a volte duraturi sodalizi: da Ennio Flaiano a Mario Soldati, da Giorgio Manganelli — che lo aiuterà anche economicamente in momenti di difficoltà — a Luigi Malerba, da Mino Maccari a Gianni Celati, da Italo Calvino a Pier Paolo Pasolini. Molti di questi personaggi elogiarono nei loro scritti le opere dell'autore, e Calvino lo chiamerà un "satirico senza illusioni", ricollegando la sua opera alla nobile tradizione che da Aristofane arriva a Ionesco, passando per Swift.
Così ne parla Giorgio Manganelli nell'articolo "Anche l'eden è burocrazia" scritto nel 1974:
Prosatore di singolare e riposata raffinatezza, maneggiatore impassibile ed impeccabile di un'arguta sintassi, delicato delibatore di sinonimi e contrari, lessicografo ghiotto e di molto palato.
Ma il rapporto col mondo culturale di quegli anni non fu dei più facili, e l'autore si vide progressivamente emarginato, nonostante il plauso e i consensi che la sua opera da sempre suscita presso una limitata cerchia di lettori colti. Gli unici riconoscimenti pubblici gli verranno dalla sua attività di traduttore. La sua resa di Gargantua e Pantagruel di François Rabelais è unanimemente riconosciuta, negli ambienti specialistici, come la migliore e tuttora insuperata, e gli varrà il Premio Monselice 1981.
Muore nel sonno, a Roma, ormai sua città d'elezione, nel 1985.
In un suo aforisma aveva così sintetizzato il suo impegno intellettuale:
Il solo impiego razionale della ragione sta nella ricerca ragionata delle ragioni delle infinite sragionevolezze dell'animale ragionevole uomo.

## Opere
Narrativa
- Misteri dei Ministeri, unico "romanzo" di Frassineti, di cui si susseguirono nel tempo tre edizioni:
  - la prima, con una ristampa, risale al 1952, e uscì per l'editore Guanda di Parma;
  - la seconda edizione apparve nel 1959 per i tipi di Longanesi, con una ristampa nel 1964
  - la terza e definitiva edizione, edita nel 1973 dalla Einaudi, con nota in sovracoperta di Italo Calvino, è stata ristampata solo di recente, nel 2004, sotto una nuova veste grafica da una nuova casa editrice, la romana Kami.
- Le altre opere narrative pubblicate da Frassineti sono le raccolte di novelle:
  - L'unghia dell'asino (Garzanti 1959);
  - Un capitano a riposo (Feltrinelli 1963), che contiene:
    - Atti della vita di un Capitano a riposo
    - Un Cesarino o due
    - Leggina Leggina Legge Regina
    - Lo Spirito delle Leggi
    - Relazione al Congresso

  - Tre bestemmie uguali e distinte (Feltrinelli 1969), che contiene:
    - Bambini da questa parte
    - Il Faro delle Genti
    - Il cittadino di Bellagio

  - Una quarta, breve silloge di novelle apparve postuma, nel 1989, per le edizioni Il Mulino di Bologna. Intitolata Lo spirito delle leggi, comprendeva in realtà, rielaborati e rivisti all'inizio degli anni ottanta, quattro racconti tratti dalle due precedenti raccolte (L'unghia dell'asino e Un capitano a riposo), cioè:
    - Leggina Leggina Legge Regina
    - Il futuro è già terminato
    - Celestino Calò
    - Relazione al Congresso

"Autore di un solo libro (poiché i pochi altri sono in pratica corollari e annessi della sua 'summa ministerialis')" è definito Frassineti dall'autore della nota in appendice a Lo spirito delle leggi. Anche a un confronto poco approfondito, infatti, emerge chiaramente come tutti questi racconti mantengano inalterati lo stile e le tematiche di Misteri dei Ministeri, e si presentino quali integrazioni e varianti del macrocosmo che si squaderna nell'opera maggiore.
Poesia
- Frassineti è autore di due sillogi poetiche:
  - Vita! Vita! Vita!: uscì nel 1966 per i tipi dell'editrice Alfa di Bologna, con veste grafica a cura dell'artista concettuale Gastone Novelli. In questa raccolta si apprezzano riprese dal futurismo, soprattutto per quanto riguarda l'impostazione tipografica.
  - Tutto Sommato, stampata dall'editrice milanese All'insegna del pesce d'oro nel 1985, anno della morte di Frassineti, raccoglie versi composti dal 1959 al 1983, una meditazione amara e realistica sulla vita in poesie di impianto tradizionale e di tono epigrammatico.

Teatro
Il rapporto col teatro è stato molto importante per Frassineti. Egli vi profuse molta energia, non ottenendo sempre i riscontri sperati. Paradossalmente il suo più grande successo teatrale non gli derivò dall'impegno diretto, ma dalla sua narrativa: l'11 novembre 1959, infatti, Dario Fo e Franca Rame riportarono un buon risultato, sui palcoscenici milanesi, con la pièce Gli arcangeli non giocano a flipper, ispirata ad alcuni brani di Misteri dei Ministeri e delle raccolte di novelle.
I suoi primi lavori sono frutto di collaborazioni.
- Isabella comica gelosa, 1955, con lo scrittore sardo Giuseppe Dessì
- Teo, o L'acceleratore della storia. Ipotesi fantastiche ma probabili sui fasti e nefasti della cibernetica nella civiltà di massa, nato dalla collaborazione con Manganelli, nel 1966; il dramma umoristico che fu trasmesso in radio dalla RAI il 18 aprile 1967.
- Il tubo e il cubo, 1966 (primo testo teatrale scritto totalmente di suo pugno, a cui seguirono:
  - Innamorati in trappola (1968),
  - Tre bestemmie uguali e distinte, magari quattro (1969)
  - La farsa dei tre gobi (1974).

Compose anche il libretto per l'opera lirica Gargantua di Azio Corghi, la cui prima andò in scena al Teatro Regio di Torino la sera del 2 maggio 1984. Fu infine coautore, intorno alla metà degli anni settanta, insieme a Pasolini, Moravia, Carlo Levi, Furio Colombo ed Enzo Siciliano tra gli altri, di un recital poetico e musicale scritto per l'attrice Laura Betti, dal titolo Potentissima signora, che non fu mai rappresentato.
Sceneggiature cinematografiche
Frassineti collaborò anche ad alcune sceneggiature cinematografiche, quali:
- Lo svitato di e con Dario Fo (1956)
- Ti-Koyo e il suo pescecane con Ottavio Alessi e con il regista Folco Quilici (1962)
- Italiani brava gente con Ennio De Concini e con il regista Giuseppe De Santis (1966).

Traduzioni
È la sua attività di traduttore a valergli, a tutt'oggi, i riconoscimenti più unanimi. Frassineti, assertore di una traduzione libera in grado di essere più fedele al testo proprio nel momento in cui se ne distacca, tradusse molto, dal francese e dall'inglese. Ricordiamo, in ordine sparso:
- la già citata traduzione di Gargantua e Pantagruele
- Il romanzo dei comici di campagna da Scarron (Firenze, Sansoni 1982),
- L'arte di fare fortuna da Béroalde de Verville (Torino, Einaudi, collana "I millenni", 1989),
- Il nipote di Rameau da Diderot (Torino, Einaudi, 1984; nuova edizione: Macerata, Quodlibet, 2010),
- la Pantagruelina prognosticazione ancora da Rabelais.

Anche sul versante della traduzione poetica Frassineti si è cimentato con dei giganti: la sua traduzione dell'Ode sopra un'urna greca di John Keats, ad esempio, è considerata magistrale (A. Frassineti, Una traduzione da Keats, edizione limitata con esemplari numerati; Roma, Marsia, 1959)